# Pekka Pyykkö
Pekka Pyykkö, né le 12 octobre 1941 à Hinnerjoki, en Finlande, est un professeur émérite de chimie physique à l'université d'Helsinki. 

## Carrière
Après une thèse sur la résonance magnétique nucléaire de composés deutérés en 1969, il s'est par la suite également spécialisé dans la chimie quantique et l'étude des effets relativistes sur les atomes. Sa notoriété internationale lui vient de ses recherches sur l'extension du tableau périodique des éléments au-delà la 7e période et de la publication d'un tableau périodique étendu parfois appelé modèle de Pyykkö,. Il a reçu plusieurs distinctions à la suite de ses travaux, dont le prix Humboldt de la recherche décerné par la Fondation Alexander von Humboldt en 2002 et la médaille Schrödinger (en) de la World Association of Theoretical and Computational Chemists en 2012.
Le « modèle de Pyykkö » classe 172 éléments dans un tableau périodique étendu jusqu'à la 9e période dont certains éléments — 139, 140 et 165 à 168 — ne sont pas distribués le long de périodes régulières :

Tableau périodique étendu proposé par P. Pyykkö.